# Ralph Broome
Ralph Broome (* 5. Juli 1889 in Dalhousie, Himachal Pradesh, Indien; † 25. Januar 1985 in Poole, England) war ein britischer Bobfahrer. 
Broome wurde am Fuße des Himalaya als Sohn eines britischen Militäroffiziers geboren. Während des Ersten Weltkriegs diente er im Tank Corps der britischen Armee und wurde zum Major befördert.
Gemeinsam mit Terence Arnold, Alexander Richardson und Rodney Soher gewann Broome bei den I. Olympischen Winterspielen 1924 in Chamonix die Silbermedaille im Viererbob. Er war damit der erste in Asien geborene Medaillengewinner bei Winterspielen.